# HTTrack
A HTTrack egy szabad és nyílt forrású weboldal másoló és kapcsolat nélküli böngésző (offline browser), melyet Xavier Roche fejleszt, és GNU General Public License alatt terjesztenek. A program révén lehetőség van weboldalak lemásolására a lokális gépre az Internetről. Alapbeállításként a HTTrack úgy rendezi a letöltött weboldalakat, hogy megtartsa az eredeti link-struktúrát abszolút linkek helyett relatív linkekre fordítva. A letöltött (más szavakkal tükrözött) weboldalak ugyanúgy böngészhetők a böngészőkben, mint az eredeti weboldal élő kapcsolat esetén.
A HTTrack képes frissíteni a már egyszer letöltött oldalakat, vagy a megszakított letöltést ugyanott folytatni, ahol abbahagyta. A HTTrack teljes mértékben konfigurálható opciókkal és a szűrőkkel (include/exclude), további beépített segítő rendszerrel rendelkezik. Alapvetően egy parancssori és két GUI verziója (WinHTTrack, WebHTrack) létezik; de használhatók szcriptekkel időzített folyamatokkal is.
A HTTrack egy web crawler-t használ weboldalak letöltésére. A weboldalak néhány része nem töltődik le alapbeállításként, köszönhetően a Robot kizárási protokollnak. A HTTrack követni tudja az alapvető, JavaScripttel és beépített appletekkel, valamint Flash-sel generált linkeket, valamint a komplex linkeket, vagy a külső programok által generáltakat, de a szerver oldali kép térképeket már nem.
Mozilla ill. Firefox böngészőkhöz készítettek egy SpiderZilla nevű kiterjesztést, mely a HTTrack-et használta letöltő motorként, de ennek a fejlesztése félbemaradt és (2025-ben) már nem elérhető.